# Club Sporting Bolívar
El Club Sporting Bolivar es un equipo de fútbol profesional de Guaranda, Provincia de Bolívar, Ecuador. Fue fundado el 10 de octubre de 2002. Se desempeña en la Segunda Categoría del Campeonato Ecuatoriano de Fútbol.
Está afiliado a la Asociación de Fútbol Profesional de Bolívar.
- Datos: Q5774805